# 呆管巢蛛
呆管巢蛛（学名：Clubiona stagnatilis）为管巢蛛科管巢蛛属的动物。分布于英国、俄罗斯以及中国大陆的西藏等地，多栖息于作物或杂草丛的叶间。该物种的模式产地在欧洲。